# Ernst Anding
Ernst Anding, född 11 augusti 1860 i Seebergen, Sachsen-Coburg-Gotha, död 30 juni 1945 i Gotha, var en tysk astronom. 
Anding var från 1906 direktör för observatoriet i Gotha. Han publicerade flera avhandlingar av fotometriskt innehåll och skrev bland annat Kritische Untersuchungen über die Bewegung der Sonne durch den Weltraum (två band, 1901 och 1910).